# Escola Joso
L'Escola Joso es un centre docent especialitzat en còmic i arts visuals, que compta amb seus a Barcelona i Sabadell. Fundat el 1982 pel dibuixant de còmics Joso, de qui pren el seu nom, és el més antic de Catalunya i Espanya i ha servit de pedrera per a multitud d'autors autòctons.

## Trajectòria
A la primera meitat dels 90, van passar per les seves aules Roger Ibáñez (1991-95) o Quim Bou.
A la segona meitat de la dècada, s'uneixen a l'escola professors com Pedro Espinosa Sáenz (09/1995-03/2009) i Josep Maria Beroy (1996-present). Posteriorment l'escola va ampliar la seva oferta d'estudis a l'impartir també cursos d'animació, disseny gràfic i creació de pàgines web.
A l'abril de 2007, va tenir lloc una exposició sobre l'Escola Joso al Saló Internacional del Còmic de Barcelona, commemorant els seus 25 anys de trajectòria. També es va instituir el costum, que es mantindria durant els següents anys, de realitzar tallers de còmic, manga i aerografia oberts al públic, així com classes magistrals amb la participació de grans autors de còmic convidats pel Saló que comparteixen els seus coneixements i experiències. Els darrers anys l'oferta d'activitats al Saló ha crescut notablement.
El 2010, el 28è Saló Internacional del Còmic de Barcelona va exhibir la mostra Joso goes to Hollywood, dedicada als seus professors i antics alumnes que treballen pel mercat estatunidenc, com Salva Espín, Pasqual Ferry, Pepe Larraz, Diego Olmos, Jefte Palo, Hugo Petrus, Francis Portela, Pere Pérez o JR Santacruz.

## Premis
- Premi AACE 2013 a la institució, empresa o personalitat pel seu recolzament al còmic espanyol.[2]